# Belfield
Belfield és una població dels Estats Units a l'estat de Dakota del Nord. Segons el cens del 2000 tenia 866 habitants.

## Demografia
Segons el cens del 2000, Belfield tenia 866 habitants, 355 habitatges, i 235 famílies. La densitat de població era de 309,6 hab./km².
Dels 355 habitatges en un 34,1% hi vivien nens de menys de 18 anys, en un 52,1% hi vivien parelles casades, en un 9,9% dones solteres, i en un 33,8% no eren unitats familiars. En el 31,8% dels habitatges hi vivien persones soles el 14,1% de les quals corresponia a persones de 65 anys o més que vivien soles. El nombre mitjà de persones vivint en cada habitatge era de 2,44 i el nombre mitjà de persones que vivien en cada família era de 3,09.
Per edats la població es repartia de la següent manera: un 27,6% tenia menys de 18 anys, un 6,5% entre 18 i 24, un 28,6% entre 25 i 44, un 20,6% de 45 a 60 i un 16,7% 65 anys o més.
L'edat mediana era de 38 anys. Per cada 100 dones de 18 o més anys hi havia 95,3 homes.
La renda mediana per habitatge era de 27.619 $ i la renda mediana per família de 31.167 $. Els homes tenien una renda mediana de 26.146 $ mentre que les dones 14.609 $. La renda per capita de la població era de 12.478 $. Entorn del 16,7% de les famílies i el 18,6% de la població estaven per davall del llindar de pobresa.

## Poblacions més properes
El següent diagrama mostra les poblacions més properes.